# 獅色細鰩
獅色細鰩（學名：Rajella leopardus），為軟骨魚綱鰩目鰩科鰩屬的一種，分布於東大西洋南非東部和西部外海至茅利塔尼亞外海海域，深度130至1920公尺，本魚有中等長度的吻部、小眼睛和扁平的鱗板，尾巴約與身體等長，背部呈中灰色至褐色，常有深色斑點，白色或帶斑點，腹部有暗色斑塊，體長可達95公分，棲息在大陸棚及大陸坡，為底棲性魚類，肉食性，以甲殼類、多毛類、硬骨魚等為食，卵生，卵囊為長方形，具有堅硬的角質觸鬚，幼魚可能傾向跟隨大的個體，生活習性不明，可做為食用魚。